# Hof Schmalenburg

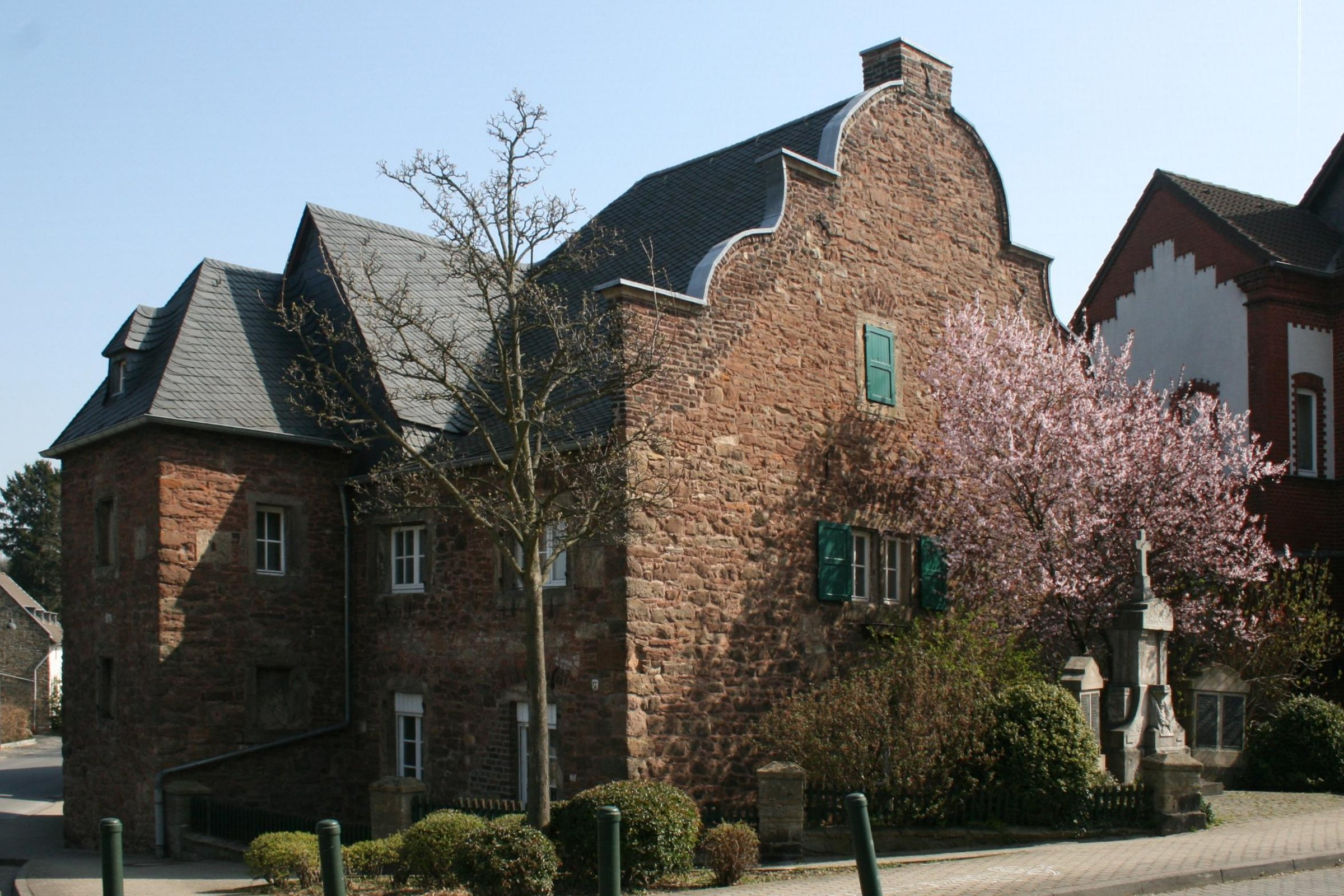

Die Hofanlage  Schmalenburg steht im Dürener Stadtteil Lendersdorf in Nordrhein-Westfalen in der Straße Schmalenburg 2, gegenüber dem Weckshof.
Der als Schmalenburg bezeichnete Hof war Besitz der Grafen und späteren Herzöge von Jülich-Kleve-Berg. Ein Stuck-Wappen, ca. 80 × 80 cm groß, das heute noch auf der Schmalenburg existiert, zeigt den Jülicher Löwen. Es zierte früher ein Schlafzimmer im ersten Stock. Das Gebäude blieb wohl bis 1750 in Jülicher Besitz. Zum Haus gehörte ein sogenannter „Herbergestall“, der bei einem Brand 1902 vernichtet wurde. Er diente zur Unterbringung der Kutschen und Gespanne von Gästen.
Ab 1758 war die Schmalenburg im Besitz der Familie Künster. Heinrich Künster, geboren 1704, ein Sohn Peter Künsters, der um 1730/1740 Haus Welk (südlich von Pimminich gelegen) erbauen ließ, kaufte den Hof. Einer der Nachkommen, Josef Künster, diente in Napoleons Russland-Armee, desertierte und flüchtete nach Lendersdorf. In einem Turm, der an der Hofseite der heutigen Küche stand, wurde er über längere Zeit von seinen Verwandten versteckt gehalten. Der Turm wurde in den 1960er Jahren abgebrochen. An seiner Stelle wurde damals eine Fassbinderei erbaut. In Erbgang ging die Schmalenburg über die Familien Bongartz, Krudewich und Hennecke an die heutigen Eigentümer, die Familie Thuir über. 
Ursprünglich war die Anlage wesentlich größer, die Wirtschaftsräume erstreckten sich bis zum Teich. Diese Gebäude fielen 1904 einen Brand zum Opfer und wurden an heutigen Standort wieder aufgebaut und das Dach wurde um 1925 im alten Stil erneuert.
Die Schmalenburg ist eine Hofanlage mit zweigeschossigem Haupthaus mit einem rechteckigen Turm. Der Westgiebel ist geschweift. Die Anlage besteht aus Bruchsteinmauerwerk.
Das Bauwerk ist unter Nr. 3/001 in die Denkmalliste der Stadt Düren eingetragen.